# Lamu, la petita extraterrestre
Lamu (うる星やつら, Urusei Yatsura) és una sèrie de manga japonesa escrita i il·lustrada per Rumiko Takahashi. Es va serialitzar a la revista Shūkan Shōnen Sunday de l'editorial Shogakukan de setembre de 1978 a febrer de 1987. Els seus 366 capítols individuals van ser recollits en 34 volums tankōbon. Explica la història de l'Ataru Moroboshi, i de la Lamu, una extraterrestre que es creu que és la dona d'ell després que accidentalment li demanés la mà. La sèrie fa un gran ús de la mitologia, la cultura i els jocs de paraules japonesos. Va ser adaptada a dos animes que es van emetre a les filials de Fuji TV.
El primer anime, produït per Kitty Films, es va emetre d'octubre de 1981 a març de 1986, amb 194 capítols de mitja hora. Després van arribar dotze OVA i sis pel·lícules, i la sèrie es va estrenar en diversos formats de vídeo domèstic. A Catalunya, fou emesa originalment per TV3 doblada al català amb el nom de Lamu, la petita extraterrestre. Una segona adaptació anime de 46 episodis produïts per David Production es va emetre al bloc de programació Noitamina d'octubre de 2022 a juny de 2024.
Lamu va fer disparar la carrera de Takahashi i va rebre una acollida positiva dins i fora del Japó per part de fans i crítics per igual. El manga té més de 35 milions de còpies en circulació, cosa que el converteix en una de les sèries de manga més venudes de tots els temps. El 1980, va rebre el 26è premi Shogakukan de Manga en la categoria shonen, així com el 18è premi Seiun a la categoria de millor còmic el 1987.

## Argument
Una raça extraterrestre, coneguda com a dimonis (oni en japonès), arriba a la Terra per envair el planeta. En lloc de conquerir el planeta per la força, els dimonis donen als humans l'oportunitat de lluitar pels drets del planeta participant en una competició. La competició és una variant del joc de fet i amagar (conegut com "el joc de l'oni" en japonès), en el qual el jugador humà ha de tocar les banyes al cap del jugador dimoni en el termini d'una setmana. El jugador humà seleccionat per ordinador és l'Ataru Moroboshi, un estudiant de secundària lasciu, desafortunat i que treu molt males notes de la ciutat fictícia de Tomobiki (友引町) a Nerima, Japó. El jugador dimoni és la Lamu, filla del líder dels invasors extraterrestre. Malgrat la reticència inicial a participar en la competició, l'Ataru s'interessa pel joc quan coneix la Lamu. Quan comença la competició, la Lamu sorprèn tothom, ja que pot volar, i l'Ataru es veu incapaç d'atrapar-la. Abans de l'últim dia de la competició, la xicota de l'Ataru, la Shinobu Miyake, anima l'Ataru amb la promesa de casar-s'hi si guanya. L'últim dia de la competició, l'Ataru guanya el joc robant la part superior del biquini de la Lamu, cosa que li impedeix protegir-se les banyes, ja que s'estima més protegir la seva modèstia. En la celebració de victòria, l'Ataru expressa la seva alegria per poder casar-se; tanmateix, la Lamu malinterpreta això com una proposta de l'Ataru i li diu que sí a la retransmissió televisiva en directe de la competició a tot el món. Malgrat el malentès, la Lamu s'enamora de l'Ataru i se'n va a viure a casa seva.
Malgrat la manca d'interès de l'Ataru cap a la Lamu i els intents de reactivar la seva relació amb la Shinobu, la Lamu sovint hi interfereix i la Shinobu perd interès en l'Ataru. Així i tot, la naturalesa coqueta de l'Ataru persisteix malgrat l'atenció de la Lamu. La Lamu mira d'evitar que flirtegi, cosa que fa que l'Ataru rebi potents atacs de descàrrega elèctrica de la Lamu com a càstig. L'Ataru es caracteritza especialment per dues coses: la libido i la mala sort, que atreuen a tots els estranys residents del planeta, del món dels esperits i fins i tot de la galàxia. Més tard, la Lamu comença a anar a la mateixa escola que l'Ataru malgrat la seva reticència. La Lamu aconsegueix una base de fans d'admiradors entre els nois de l'escola, incloent-hi en Shutaro Mendo, el ric i hereu ben plantat d'una gran corporació, que té enamorat totes les noies de Tomobiki. Malgrat el seu interès romàntic, cap dels admiradors de la Lamu s'arrisca a fer emprenyar la Lamu mirant de separar-la de l'Ataru, encara que això no els impedeix fer que l'Ataru sigui castigat pel seu mal comportament, i interferir-hi cada vegada que tots dos aprofundeixen la seva relació.

## Producció
El 1977, Rumiko Takahashi va crear la historieta Kattena Yatsura (勝手なやつら, lit. ‘Aquella colla d'extraterrestres egoistes’),  que va ser nominada al premi al millor mangaka de Shogakukan. Això serviria de base per crear Lamu que es va publicar per primera vegada un any després, quan Takahashi tenia 20 anys. La sèrie va ser el seu primer treball important, ja que abans només havia publicat historietes, i aquest manga era una combinació de comèdia romàntica, ciència-ficció, vida suburbana i contes populars japonesos. El títol de la sèrie és un joc de paraules intraduïble amb la paraula urusai (うるさい), que vol dir 'sorollós' o 'desagradable', però escrit amb el caràcter xinès per a "planeta"; el títol es pot traduir aproximadament al català per "Aquella colla d'extraterrestres desagradables". La sèrie va publicar-se per primera vegada a la Shūkan Shōnen Sunday de Shogakukan el setembre de 1978. Al començament, la sèrie només estava prevista per a tenir 5 capítols. L'Ataru era el personatge central i cada capítol tindria un personatge estrany diferent. El personatge de la Lamu només havia d'aparèixer al primer capítol i ja no hi sortia al segon; tanmateix, Takahashi va decidir tornar-la a incloure en el tercer capítol. La sèrie no va tenir un èxit instantani i els capítols es van publicar inicialment esporàdicament. Entre maig i setembre de 1978, l'autora va treballar simultàniament en una sèrie anomenada Dust Spot (ダストスパート!!); tanmateix, la creixent popularitat de Lamu va fer que se centrés en aquesta sèrie, la qual va passar a serialitzar-se regularment a partir de mitjans de 1979.
Takahashi va dir que havia somiat l'univers de Lamu a grans trets des que era molt petita. Va dir que la sèrie «conté realment tot el que he volgut fer. M'encanta la ciència-ficció perquè la ciència-ficció té una flexibilitat tremenda. Vaig adoptar l'estil de ciència-ficció per a la sèrie perquè llavors podria escriure de la manera que volgués». Volia que el lector estigués completament astorat per la vinyeta següent i va fer servir la comèdia de bufetada per fer reaccionar el lector. Quan a Takahashi se li acabaven les idees, aleshores creava nous personatges. Takahashi compartia un petit apartament de 14 metres quadrats amb els seus assistents i dormia en un armari per manca d'espai. Mentre escrivia Lamu, també va començar a treballar en Maison Ikkoku i va utilitzar aquesta experiència així com la seva experiència universitària com a base per a l'ambientació de la sèrie. Els noms dels personatges solen tenir significats addicionals per descriure la personalitat d'un personatge o altres trets. Per exemple, el nom Ataru Moroboshi fa referència a ser colpejat per un estel, una referència als extraterrestres i altres persones que s'apleguen al seu voltant. El nom Shinobu suggereix un personatge pacient; tanmateix, això contrasta amb la personalitat real del personatge. De la mateixa manera, l'escenari de la sèrie és Tomobiki, que significa "agafar amics". Tomobiki també és el nom d'un dia supersticiós en l'antic sistema de calendari japonès que es considerava que "no tenia guanyadors ni perdedors" i que succeïa cada sisè dia del mes. Els funerals poques vegades tenien lloc aquell dia, ja que es creia que aviat vindrien més morts. La Lamu es diu així per Agnes Lum, una model de biquini de la dècada dels 70.
Els personatges Ulleres, Permanent, Rapat i Esquifit són personatges recurrents al llarg de la primera adaptació a l'anime; tanmateix, al manga són fans sense nom de la Lamu que apareixen menys després de la presentació d'en Mendo. En canvi, el personatge de Kosuke Shirai té un paper important al manga, però no apareix a la primera sèrie d'anime. El seu paper és sovint interpretat per en Permanent. La segona meitat de la primera adaptació d'anime és més fidel al manga que la primera meitat. El 2022, Takahashi va dir que Lamu va acabar perquè va veure que en Shinobu estava feliç després que introduís el personatge de la Inaba. Takahashi ha declarat que no produirà més contingut per a la sèrie.

## Contingut de l'obra

### Manga
Escrit i il·lustrat per Rumiko Takahashi, Lamu va començar a serialitzar-se esporàdicament el 24 de setembre de 1978, en el número 39 d'aquell any de la revista Shūkan Shōnen Sunday de Shogakukan fins a mitjans de 1979 quan pa passar a serialitzar-se regularment. Va acabar en el vuitè número de 1987 el 4 de febrer, després de publicar-se'n 366 capítols i gairebé 6.000 pàgines. Entre 1980 i març de 1987, se'n van publicar un total de 34 volums individuals amb 11 capítols cadascun. Després del desè aniversari de l'inici de la sèrie, es va imprimir en 15 edicions wideban entre juliol de 1989 i agost de 1990. Cada volum contenia prop de 25 capítols, i es va imprimir en paper de millor qualitat, amb insercions noves. Una edició bunkoban de la sèrie es va publicar en 17 volums entre l'agost de 1998 i el desembre de 1999. Cada volum conté pròlegs d'altres creadors de manga que discuteixen la influència que la sèrie va tenir-hi. Una edició My First Big es va imprimir entre juliol de 2000 i setembre de 2004. Aquesta edició era semblant a la tankōbon però era feta amb paper de baixa qualitat i es venia a un preu baix. Una edició shinsoban de més de 34 volums es va publicar entre el 17 de novembre de 2006 i el 18 de març de 2008. Aquesta edició també era semblant a la tankōbon però tenia una nova portada i contenia una secció que ensenyava obres d'art dels mangakes actuals.

### Anime
| Series                         | Temporada | Temporada | Segments | Episodis | Episodis | Dates d’emissió      | Dates d’emissió        | Dates d’emissió     |
| Series                         | Temporada | Temporada | Segments | Episodis | Episodis | Primera emissió      | Última emissió         | Network             |
| ------------------------------ | --------- | --------- | -------- | -------- | -------- | -------------------- | ---------------------- | ------------------- |
| Lamu, la petita extraterrestre |           | 1         | 73       | 54       | 54       | 14 d'octubre de 1981 | 22 de desembre de 1982 | Fuji TV             |
| Lamu, la petita extraterrestre |           | 2         | N/D      | 52       | 52       | 5 de gener de 1983   | 28 de març de 1984     | Fuji TV             |
| Lamu, la petita extraterrestre |           | 3         | N/D      | 43       | 43       | 11 d'abril de 1984   | 27 de març de 1985     | Fuji TV             |
| Lamu, la petita extraterrestre |           | 4         | N/D      | 45       | 45       | 3 d'abril de 1985    | 19 de març de 1986     | Fuji TV             |
| Urusei Yatsura                 |           | 1         | 45       | 23       | 23       | 14 d'octubre de 2022 | 24 de març de 2023     | Fuji TV (noitaminA) |
| Urusei Yatsura                 |           | 2         | 38       | 23       | 23       | 12 de gener de 2024  | 21 de juny de 2024     | Fuji TV (noitaminA) |

La sèrie d'anime fou adaptada per Kitty Films i l'animació fou produïda conjuntament per l'Studio Deen i l'Studio Pierrot. Fou estrenada al Japó el 14 d'octubre de 1981 i va emetre's fins al 19 de març de 1986 a la cadena de televisió Fuji TV. Fou dirigida per Mamoru Oshii, de l'any 1981 fins al 1984, i després per Kazuo Yamazaki, de l'any 1984 al 1986. Està formada per 195 episodis de 25 minuts de duració cadascun, 213 històries en total. Va tenir en total 6 openings i 9 endings. La sèrie aconseguí un notable èxit d'audiència i ràpidament fou exportada a altres països.
A Catalunya, la sèrie d'anime fou emesa el 6 de desembre de 1992 per TV3, reemetent-se posteriorment 2 cops pel Canal 33 als matins entre 1993 i 1994. Posteriorment, es retransmetria de nou als migdies de l'any 2000 i fins a gener de 2001 a l'espai 3xl.net. De llavors ençà i a excepció d'una retransmissió al canal local Barcelona TV el 2004, no s'ha tornat a transmetre a gran escala en català. També fou distribuïda a Espanya en format DVD per Jonu Media, amb els doblatges en castellà i català.
L'1 de gener de 2022, es va anunciar una segona adaptació de la sèrie de televisió i es va estrenar al bloc de programació Noitamina de Fuji TV el 14 d'octubre de 2022. La sèrie és produïda per David Production i dirigida per Takahiro Komei, Hideya Takahashi i Yasuhiro Kimura, amb guions escrits per Yūko Kakihara, dissenys de personatges i direcció d'animació de Naoyuki Asano i composició per Masaru Yokoyama. Es va anunciar que la sèrie tindria 46 episodis de llarga durada de quatre cours dividits en dues temporades. La primera temporada de dos cours es va emetre d'octubre del 2022 a març del 2023 i la segonade gener a juny de 2024.

#### Doblatge
El doblatge al català de la sèrie es va fer durant l'any 1992 als estudis Tramontana.
| Personatge                 | Seiyūs             | Actors de doblatge                                  |
| -------------------------- | ------------------ | --------------------------------------------------- |
| Ataru Moroboshi            | Toshio Furukawa    | Raquel Capdet (eps 1-25) Carme Capdet (eps 26-195)  |
| Lamu                       | Fumi Hirano        | Isabel Muntaner                                     |
| Shutaro Mendo              | Akira Kamiya       | Joan Pera (eps 1-129) Joaquim Sota (eps 130-195)    |
| Shinobu Miyake             | Saeko Shimazu      | Esther Artero                                       |
| Ten                        | Kazuko Sugiyama    | Rosa Nualart                                        |
| Cirera                     | Ichirô Nagai       | Pep Ballester                                       |
| Ulleres                    | Shigeru Shiba      | Xavier Cassan                                       |
| Sakura                     | Machiko Washio     | Rosalia Baños                                       |
| Permanent                  | Akira Murayama     | Aleix Puiggalí                                      |
| Esquifit                   | Issei Futumata     | Joan Sanz                                           |
| Professor d'anglès (Onsen) | Michihiro Ikemizu  | Manel Català                                        |
| Rapat                      | Shinji Nomura      | Quim Mesalles                                       |
| Sra. Moroboshi             | Natsumi Sakuma     | Pilar Morales                                       |
| Alexandre (Alex) Fujinami  | Mayumi Tanaka      | Joël Mulachs                                        |
| Lan (Ran)                  | You Inoue          | Amèlia Ambrós                                       |
| Sr. Moroboshi              | Kenichi Ogata      | Xavier Fernández (eps 1-26) Desconegut (eps 27-195) |
| Sr. Fujinami               | Masahiro Anzai     | Xavier Fernández                                    |
| Director de l'escola       | Tomoichi Mishimura | Albert Socias                                       |
| Pare de la Lamu            | Ritsuo Sawa        | Manel Català                                        |

### Pel·lícules
| Pel·lícula                           | Estrena original     | Direcció         | Guió                               | Producció     |
| ------------------------------------ | -------------------- | ---------------- | ---------------------------------- | ------------- |
| Urusei Yatsura: Only You             | 11 de març de 1983   | Mamoru Oshii     | Tomoko Konparu                     | Yuji Nunokawa |
| Urusei Yatsura 2: Beautiful Dreamer  | 11 de febrer de 1984 | Mamoru Oshii     | Mamoru Oshii                       | Hidenori Taga |
| Urusei Yatsura 3: Remember My Love   | 26 de gener de 1985  | Kazuo Yamazaki   | Tomoko Konparu                     | Hidenori Taga |
| Urusei Yatsura 4: Lamu the Forever   | 22 de febrer de 1986 | Kazuo Yamazaki   | Toshiki Inoue i Kazuo Yamazaki     | Hidenori Taga |
| Urusei Yatsura Kanketsu-hen          | 6 de febrer de 1988  | Satoshi Dezaki   | Tomoko Konparu                     | Hidenori Taga |
| Urusei Yatsura: Itsudatte My Darling | 18 d'agost de 1991   | Katsuhisa Yamada | Tomoko Konparu i Hideo Takayashiki | Hidenori Taga |

Mentre s'emetia el primer anime, es van produir quatre pel·lícules. Urusei Yatsura: Only You va ser dirigida per Mamoru Oshii i es va estrenar als cinemes japonesos l'11 de març de 1983. Urusei Yatsura 2: Beautiful Dreamer va ser dirigida per Mamoru Oshii i es va estrenar l'11 de febrer de 1984. Urusei Yatsura 3: Remember My Love va ser dirigida per Kazuo Yamazaki i estrenada el 26 de gener de 1985. Urusei Yatsura 4: Lamu the Forever va ser dirigida un altre cop per Kazuo Yamazaki i es va estrenar el 22 de febrer de 1986.
Després de la conclusió del primer anime, se'n van produir dues pel·lícules més. Un any després d'acabar la sèrie de televisió va sortir Urusei Yatsura Kanketsu-hen, que va ser dirigida per Satoshi Dezaki; es va estrenar el 6 de febrer de 1988 pel desè aniversari. Va ser una doble projecció, juntament amb una pel·lícula de Maison Ikkoku. La pel·lícula final, Urusei Yatsura Itsudatte My Darling, va ser dirigida per Katsuhisa Yamada i es va estrenar el 18 d'agost de 1991.

### OVA
El 24 de setembre de 1985 es va estrenar l'especial Ryouko no 9 tsuki no osakai que consistia en una barreja d'anime emès anteriorment amb 15 minuts de material nou. Un any més tard, el 15 de setembre de 1986, es va estrenar Memorial Album I'm Shū-chan, que barrejava vídeos nous i antics. El 18 de juliol de 1987 es va emetre l'especial de televisió Yume no shikake hito, Inaba-kun toujou! Ramu no mirai wa dou naruccha!? abans de publicar-se en vídeo. Després van sortir Okore shābetto el 2 de desembre de 1988 i Nagisa no Fianse quatre dies més tard, el 8 de desembre. El 21 d'agost de 1989 va arribar Denki shikake no oniwaban i l'1 de setembre Tsuki ni hoeru. Posteriorment, Yagi-san to chīzu el 21 de desembre i Hāto o tsukame el 27 de desembre de 1989. Finalment, Otome bashika no kyōfu i Reikon to Dēto van sortir el 21 de juny de 1991.
El 23 de desembre de 2008 es va exhibir un especial a l'exposició It's a Rumic World de les obres de Rumiko Takahashi amb el títol de Za Shougai-mono Suiei Taikai. Va ser el primer contingut animat de la sèrie en 17 anys. El 29 de gener de 2010, va sortir a la venda un box amb tots els especials recents de Rumiko Takahashi de l'exposició Rumic World. La capsa, que portava per títol It's a Rumic World, contenia Za Shougai-mono Suiei Taikai, així com una figura de la Lamu.

### Videojocs
S'han creat diversos videojocs basats en la sèrie. El primer joc que va sortir a la venda va ser un joc electrònic de butxaca, tret per Bandai l'any 1982. Després d'aquest hi va haver jocs per a microordinadors, per exemple Urusei Yatsura: Lamu no Wedding Bell (うる星やつらラムのウェディングベル, Urusei yatsura no uedingu beru), que va Jaleco va treure a la venda el 26 d'octubre en exclusiva per al Japó. Va ser desenvolupat per Tose com a port del joc d'arcade no relacionat Momoko 120%. El 1987, Micro Cabin va treure Urusei Yatsura per a la Fujitsu FM-7 i Urusei Yatsura: Koi no Survival Party (うる星やつら恋のサバイバルパーチー, Urusei yatsura koi no sabaibaru pāchī) va sortir per a l'ordinador MSX.
El 29 de juny de 1990. Hudson Soft va treure Urusei Yatsura: Stay With You (うる星やつら Stay With You) per al CD de PC Engine , amb un CD de música opcional disponible. La revista PC Engine el va valora amb un 25,78 sobre 30. El 3 de juliol de 1992, Yanoman va treure a la venda Urusei Yatsura: Miss Tomobiki wo Sagase! (うる星やつらミス友引を探せ!) per a la Game Boy. El 15 d'abril de 1994, Game Arts va treure a la venda Urusei Yatsura: Dear My Friends (うる星やつら~ディア マイ フレンズ) per a la Sega Mega-CD. El 20 d'octubre de 2005, Marvelous va treure a la venda Urusei Yatsura: Endless Summer (うる星やつら エンドレスサマー) per a la Nintendo DS.

### Altres productes
Un gran nombre d'àlbums LP es van publicar després que la sèrie es comencés a emetre. El primer àlbum de la banda sonora va ser Music Capsule, que va sortir el 21 d'abril de 1982, i una continuació, Music Capsule 2, va sortir el 21 de setembre de 1983. Una recopilació, The Hit Parade, es va publicar el juliol de 1983, i The Hit Parade 2 va sortir el 25 de maig de 1985. Un àlbum de covers, de Yuko Matsutani, Yuko Matsutani Songbook, va sortir el 21 de maig de 1984. L'actriu de veu de la Lamu, Fumi Hirano, també va treure a la venda un àlbum de covers, Fumi no Lamu Song, que va sortir el 21 de setembre de 1985.
Es van publicar dos llibres que recullen totes les il·lustracions en color de la sèrie de Takahashi amb el títol d'Urusei Yatsura: Perfect Color Edition. Tots dos llibres es van publicar el 18 de gener de 2016 i contenen una nova entrevista amb Takahashi.

## Rebuda
A novembre de 2020, Lamu tenia més de 35 milions de còpies en circulació. El 1985, la franquícia va generar 10.000 milions de iens en vendes de marxandatge. El manga va guanyar el 26è premi Manga Shogakukan en la categoria shonen l'any 1980. Va ser guardonat amb la categoria "Millor còmic" al 18è premi Seiun el 1987. A l'enquesta Manga Sōsenkyo 2021 de TV Asahi, en la qual 150.000 persones van votar les 100 millors sèries de manga, Lamu va ocupar el 61è lloc.

### Crítica
A Manga: The Complete Guide, Jason Thompson va dir que Lamu era com «Una combinació de ciència-ficció, contes de fades i elements de contes de fantasmes amb moltes noies bufones». També va assenyalar que la Lamu és «Barcelonala noia original dels somnis otakus». Va donar a la sèrie quatre estrelles de quatre. Graham Higgins de The Independent va elogiar la sèrie. A més, va escriure que l'experiència de llegir Urusei Yatsura és «una mica com fer zàping entre The Outer Limits, Neighbours i Star Trek.» En una entrevista amb Ex.org, Fred Schodt va expressar sorpresa per la popularitat de la publicació original en anglès del manga ja que creia que les diferències culturals serien un problema. Arpad Lep de Comics Beat va criticar la publicació en anglès del manga el 2019 i va dir que Lamu era un debut impressionant i essencial d'una llegenda viva del còmic, on «molts temes i arquetips integrants de l'obra emergeixen ja molt ben desenvolupats». Va comparar la història amb les de Shigeru Mizuki i el seu dibuix, que va tenir molts elogis i va assenyalar que millora ja en els dos primers volums, com amb Go Nagai. Lep va dir que Takahashi clava molts dels gags i la comèdia física, amb l'estabilitat de la sèrie dels elements de la comèdia de situació que no canvien mai de «Pares decebuts. Xicota capritxosa. Yokais insaciables. Oncle estrany. I el nostre heroi, un perdedor total», són sempre divertits i sempre frescs.
RightStuf va escriure que Takahashi excel·leix en la creació de personatges que es complementen perfectament els uns amb els altres i que la Lamu, que és normalment "tranquil·la [i] innocent», però de geni fort, serveix com un meravellós contrast per a l'"idiota, lasciu i gandul» Ataru. A Nick Benefield, d'Operation Rainfall, li va agradar que cada capítol fos autoconclusiu i que en gran part es pugui llegir en qualsevol ordre, així com l'«ús constant» del manga de jocs de paraules, gags visuals i paròdies d'altres obres. Va criticar algunes de les decisions de traducció a l'anglès de Viz, ja que no li va agradar la quantitat d'argot estatunidenc utilitzat i sentia que termes com «oni» i «karasutengu» s'haurien d'haver deixat sense traduir, però va reconèixer la seva millora respecte a la seva traducció original dels anys noranta. En una revisió crítica del primer volum, Elias Rosner de Multiversity Comics va elogiar-ne les il·lustracions netes, les expressions facials i de la introducció de la comèdia de clatellades en moments clau, i va declarar que «Malgrat que els dibuixos de Takahashi són eterns i té bon ull per a la comèdica de clatellades, Lamu no és per a tothom. Tenint en compte que aquesta obra va debutar fa més de 40 anys, cal felicitar tot el que la fa mantenir-se forta i els fans de les obres de Takahashi gaudiran veient el seu viatge com a narradora, que tot just havia començat allà».

## Influència i llegat
La sèrie ha estat acreditada per Jonathan Clements a Schoolgirl Milky Crisis: Adventures in the Anime and Manga Trade com a influència en moltes altres obres de "friqui surt amb la noia", incloent-hi Tenchi Muyo! i Love Hina. Tokyo Movie Shinsha va produir la sèrie Galaxy High School per a CBS com un intent de crear una sèrie semblant per al mercat estatunidencs. L'escenari escolar s'inverteix per tenir humans que assisteixen a un institut d'extraterrestres.
El 1993 es va formar una grup de música a Glasgow amb el nom d'"Urusei Yatsura" com a homenatge. L'any 2015 es va erigir una estàtua de bronze de mida natural de la Lamu a l'estació d'Ōizumi-gakuen.

## Ús de la cultura japonesa
La sèrie es considera una excel·lent font de referències a la cultura i la mitologia japonesa. El manga fa un gran ús de la literatura japonesa, el folklore, la història i la cultura pop. Alguns exemples de literatura i folklore són El conte d'en Genji i Taro Urashima. Molts dels personatges de la sèrie deriven de criatures mitològiques. En alguns casos apareixen les mateixes criatures, i en altres casos es dissenya un personatge per incorporar les característiques d'una criatura mitològica.
Historietes i situacions van fer servir aquests elements mitològics per crear acudits i fer comparacions amb la mitologia original. Per exemple, els oni (dimonis) trien el fet i amagar per decidir una competició amb la Terra perquè la paraula japonesa per a aquest joc, onigokko, vol dir "joc de l'oni". Quan l'Ataru agafa les banyes de la Lamu durant la competició i no entén l'afirmació que es pot casar, és una referència al mite que agafar les banyes d'un oni fa realitat el teu somni.